# Общественный университет

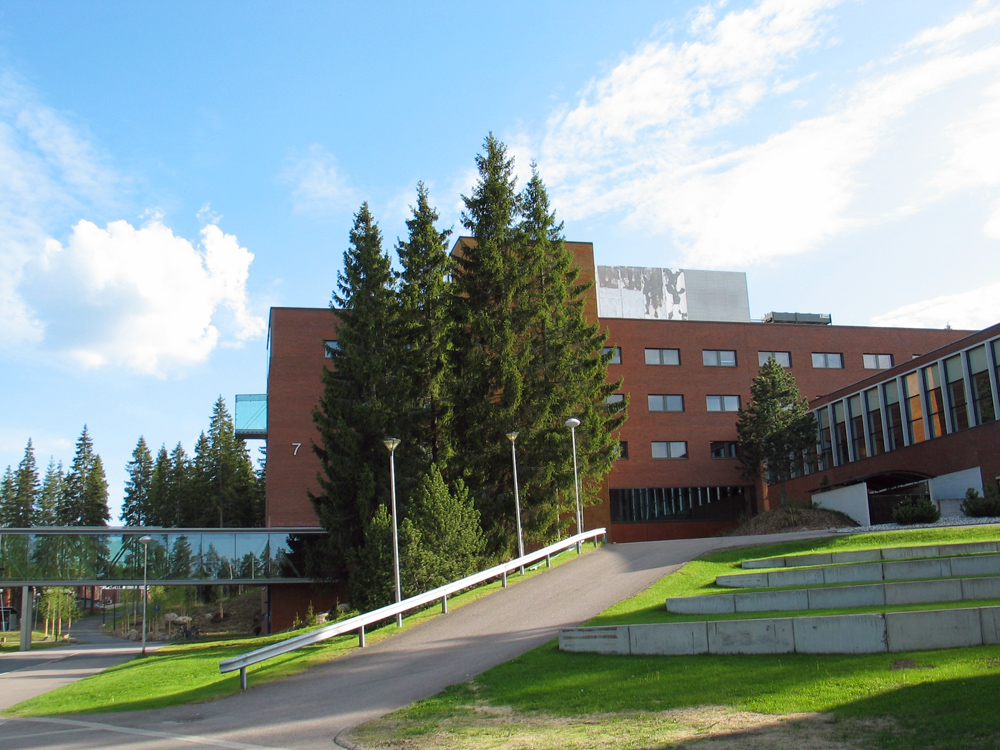
Технологический университет Лаппеэнранта

Государственный университет, Обще́ственный университе́т (англ. Public university) — тип высшего учебного заведения, который был основан и финансируется из бюджета региона, области или города или управляется их властями, при этом имеет частичное самоуправление.
Иногда используется английская калька — публи́чный университе́т.

## Список

### Канада
- Альбертский университет
- Торонтский университет
- Университет Саскачевана

### Португалия
- Авейрусский университет